# Pseudopoda schwendingeri
Pseudopoda schwendingeri är en spindelart som beskrevs av Jäger 200. Pseudopoda schwendingeri ingår i släktet Pseudopoda och familjen jättekrabbspindlar.
Artens utbredningsområde är Thailand. Inga underarter finns listade i Catalogue of Life.